# Усов, Михаил Иванович
Михаил Иванович Усов — советский хозяйственный, государственный и политический деятель.

## Биография
Родился в 1931 году в деревне Долгая. Член КПСС.
С 1955 года — на хозяйственной, общественной и политической работе. В 1955—1990 гг. — преподаватель, заведующий производственным обучением, заместитель директора Уральского техникума механизации сельского хозяйства, директор Уральского ТУ № 9, главный инженер Уральского территориального управления производства и заготовок с.-х. продукции, главный инженер, заместитель начальника Зеленовского РСХУ, первый секретарь Зеленовского райкома партии, второй секретарь Уральского обкома партии, председатель Уральского облисполкома, начальник главного управления кадров и учебных заведений Госагропрома Казахской ССР.
Избирался депутатом Верховного Совета Казахской ССР 8-11-го созывов. Делегат XXVII съезда КПСС.
Жил в Казахстане.